# تپه‌های دلازیان (چشمه شیخ)
تپه‌های دلازیان (چشمه شیخ) مربوط به دوران پیش از تاریخ ایران باستان است و در شهرستان سمنان، روستای دلازیان واقع شده و این اثر در تاریخ ۱۸ اسفند ۱۳۶۴ با شمارهٔ ثبت ۱۷۰۲ به‌عنوان یکی از آثار ملی ایران به ثبت رسیده است.